# Kim Staelens
Kim Staelens (Kortrijk, 7 gennaio 1982) è un'ex pallavolista belga naturalizzata olandese.
Giocava nel ruolo di palleggiatrice.

## Carriera
Kim Staelens, figlia del pallavolista belga Jean-Pierre e sorella di Chaïne, cominciò la sua carriera pallavolistica nel 1994 nell'Hermanas Wervik Damesvolley, nella Liga A belga, per poi passare la stagione seguente al Damesvolley Wevelgem.
Nel 1996 lascià il Belgio, seguendo la sorella Chaïne, nei Paesi Bassi, di cui prenderà anche la cittadinanza: approda in Eredivisie e, dopo una parentesi nel Vughtse, col quale vince la Supercoppa olandese, la Coppa dei Paesi Bassi e lo scudetto, dal 1997 al 1999 resta legata alla squadra del Weert; con la nazionale under 18 si aggiudica la medaglia d'argento al campionato europeo di categoria 1999 dove viene premiata anche come miglior palleggiatrice.
Nella stagione 2000-01 viene ingaggiata dalla squadra francese del Volley Club Marcq-en-Barœul militante in Pro A, campionato dove resta anche la stagione seguente ma con indossando la maglia dell'USSP Albi.
Nella stagione 2002-03 passa al Unabhängiger Sportclub Münster nella 1. Bundesliga tedesca, dove resta per due stagioni, vincendo la coppa nazionale 2003-04 e lo scudetto 2003-04. Dopo un periodo di inattività a causa di un infortunio ad un ginocchio, torna sui campi di gioco nella stagione 2005-06 con la squadra del Martinus, alla quale resta legata per tre annate, vincendo altrettanti campionati e coppe dei Paesi Bassi, oltre ad una Supercoppa nel 2007; nello stesso anno con la nazionale olandese, della quale era diventata titolare già da diversi anni, vince la medaglia d'oro al World Grand Prix.
Nella stagione 2008-09 viene ingaggiata dalla Pallavolo Sirio Perugia nella Serie A1 italiana; con la nazionale giunge al secondo posto al campionato europeo 2009, battuta in finale dall'Italia. Dopo un breve periodo di inattività, a metà annata 2009-10, precisamente il 4 gennaio 2010, viene annunciato l'ingaggio da parte dell'Asystel Volley di Novara, ma poco più di un mese dopo, il 21 febbraio è costretta a lasciare la squadra a causa della sua gravidanza: tornerà in campo a tempo di record, poche settimane dopo aver partorito per partecipare con la nazionale al campionato mondiale 2010.
Nella stagione 2010-11 va a giocare nuovamente in Germania, ma nel TV Fischbek Amburgo, squadra allenata da suo padre. Nella stagione 2012-13 viene ingaggiata dalla squadra polacca dell'Impel di Breslavia, tuttavia a metà annata viene ceduta alla squadra rumena del Clubul Sportiv Știința Bacău, con cui vince due campionati e due Coppe di Romania: al termine della stagione 2013-14 annuncia il suo ritiro dall'attività agonistica.

## Palmarès

### Club
- Campionato olandese: 3

1996-97, 2005-06, 2006-07, 2007-08
- Campionato tedesco: 1

2003-04
- Campionato rumeno: 2

2012-13, 2013-14
- Coppa dei Paesi Bassi: 4

1996-97, 2005-06, 2006-07, 2007-08
- Coppa di Germania: 1

2003-04
- Coppa di Romania: 2

2012-13, 2013-14
- Supercoppa olandese: 2

1996, 2007

### Nazionale (competizioni minori)
- Campionato europeo under 18 1999
- Montreux Volley Masters 2007

### Premi individuali
- 1999 - Campionato europeo under 18: Miglior palleggiatrice